# Danh sách cầu thủ tham dự giải vô địch bóng đá trẻ thế giới 1999
Dưới đây là danh sách các đội hình tham gia Giải vô địch bóng đá trẻ thế giới 1999 ở Nigeria.
Cầu thủ được đánh dấu in đậm từng thi đấu cho đội tuyển quốc gia.

## Bảng A

### Costa Rica
Huấn luyện viên:  Carlos Watson
| Số | Vt | Cầu thủ                | Ngày sinh (tuổi)            | Số trận | Câu lạc bộ         |
| -- | -- | ---------------------- | --------------------------- | ------- | ------------------ |
| 1  | TM | Jairo Villegas         | 16 tháng 2, 1980 (19 tuổi)  |         | Municipal Liberia  |
| 2  | HV | Mauricio Garita        | 5 tháng 5, 1979 (19 tuổi)   |         | Herediano          |
| 3  | TV | Pablo César Rodríguez  | 10 tháng 12, 1979 (19 tuổi) |         | Guanacaste         |
| 4  | HV | Alan Meléndez          | 19 tháng 7, 1980 (18 tuổi)  |         | Deportivo Saprissa |
| 5  | HV | Alexander Castro       | 14 tháng 2, 1979 (20 tuổi)  |         | Alajuelense        |
| 6  | HV | Gilberto Martínez      | 1 tháng 10, 1979 (19 tuổi)  |         | Deportivo Saprissa |
| 7  | TV | Mauricio Alpízar       | 30 tháng 1, 1979 (20 tuổi)  |         | Ramonense          |
| 8  | TĐ | Esteban Santana        | 6 tháng 4, 1980 (18 tuổi)   |         | Deportivo Saprissa |
| 9  | TV | José Ugarte            | 11 tháng 2, 1980 (19 tuổi)  |         | Herediano          |
| 10 | TV | Mínor Díaz             | 26 tháng 12, 1980 (18 tuổi) |         | Santa Barbara      |
| 11 | TV | Danny Fonseca          | 7 tháng 11, 1979 (19 tuổi)  |         | Cartaginés         |
| 12 | HV | Robert Arias           | 18 tháng 3, 1980 (19 tuổi)  |         | Herediano          |
| 13 | HV | Alberto Brenes         | 18 tháng 3, 1979 (20 tuổi)  |         | Cartaginés         |
| 14 | TV | Mario Víquez           | 4 tháng 5, 1979 (19 tuổi)   |         | Alajuelense        |
| 15 | HV | Juan Bautista Esquivel | 12 tháng 8, 1980 (18 tuổi)  |         | Deportivo Saprissa |
| 16 | TĐ | Winston Parks          | 12 tháng 10, 1981 (17 tuổi) |         | Limón              |
| 17 | TV | Luis Venegas           | 16 tháng 8, 1980 (18 tuổi)  |         | Plaza Acosta       |
| 18 | TM | Greivin Cruz           | 13 tháng 1, 1979 (20 tuổi)  |         | Pérez Zeledón      |

### Đức
Huấn luyện viên:  Bernd Stöber
| Số | Vt | Cầu thủ           | Ngày sinh (tuổi)            | Số trận | Câu lạc bộ             |
| -- | -- | ----------------- | --------------------------- | ------- | ---------------------- |
| 1  | TM | Timo Hildebrand   | 5 tháng 4, 1979 (19 tuổi)   |         | VfB Stuttgart          |
| 2  | HV | Alexander Rosen   | 10 tháng 4, 1979 (19 tuổi)  |         | Eintracht Frankfurt    |
| 3  | HV | Thorsten Schramm  | 19 tháng 2, 1979 (20 tuổi)  |         | MSV Duisburg           |
| 4  | HV | Marcel Rapp       | 16 tháng 4, 1979 (19 tuổi)  |         | Karlsruher SC          |
| 5  | HV | Thomas Lechner    | 9 tháng 1, 1979 (20 tuổi)   |         | 1. FC Kaiserslautern   |
| 6  | HV | Michael Stuckmann | 1 tháng 9, 1979 (19 tuổi)   |         | Wattenscheid 09        |
| 7  | HV | Andreas Voss      | 27 tháng 2, 1979 (20 tuổi)  |         | Bayer Leverkusen       |
| 8  | TV | Michael Rothholz  | 25 tháng 8, 1979 (19 tuổi)  |         | Borussia Dortmund      |
| 9  | TV | Michael Mutzel    | 27 tháng 9, 1979 (19 tuổi)  |         | Eintracht Frankfurt    |
| 10 | TV | Patrick Falk      | 8 tháng 2, 1980 (19 tuổi)   |         | Bayer Leverkusen       |
| 11 | TV | Tobias Schäper    | 24 tháng 10, 1979 (19 tuổi) |         | Arminia Bielefeld      |
| 12 | TM | Stefan Wessels    | 28 tháng 2, 1979 (20 tuổi)  |         | Bayern Munich          |
| 13 | HV | Sebastian Kaul    | 17 tháng 10, 1979 (19 tuổi) |         | KFC Uerdingen 05       |
| 14 | TV | Martin Forkel     | 22 tháng 7, 1979 (19 tuổi)  |         | Greuther Fürth         |
| 15 | TĐ | Christian Timm    | 27 tháng 2, 1979 (20 tuổi)  |         | Borussia Dortmund      |
| 16 | TĐ | Enrico Kern       | 12 tháng 3, 1979 (20 tuổi)  |         | Tennis Borussia Berlin |
| 17 | TĐ | Mahmut Yılmaz     | 6 tháng 10, 1979 (19 tuổi)  |         | Hamburger SV           |
| 18 | TĐ | Andreas Gensler   | 13 tháng 8, 1979 (19 tuổi)  |         | Bayer Leverkusen       |

### Nigeria
Huấn luyện viênes:  Thijs Libregts &  Olatunde Nurudeen Disu
| Số | Vt | Cầu thủ            | Ngày sinh (tuổi)            | Số trận | Câu lạc bộ         |
| -- | -- | ------------------ | --------------------------- | ------- | ------------------ |
| 1  | TM | Sam Okoye          | 1 tháng 5, 1980 (18 tuổi)   |         | Enugu Rangers      |
| 2  | TV | Samuel Okunowo     | 1 tháng 3, 1979 (20 tuổi)   |         | Barcelona          |
| 3  | HV | Ikenna Eneh        | 15 tháng 2, 1980 (19 tuổi)  |         | Enugu Rangers      |
| 4  | HV | Obinna Okpala      | 15 tháng 7, 1979 (19 tuổi)  |         | Celtic             |
| 5  | HV | John Aranka        | 23 tháng 12, 1980 (18 tuổi) |         | Eagle Cement       |
| 6  | HV | Ozuah Ikemefuna    | 24 tháng 12, 1981 (17 tuổi) |         | Jasper United      |
| 7  | TĐ | Haruna Babangida   | 1 tháng 10, 1982 (16 tuổi)  |         | Barcelona          |
| 8  | TĐ | Hashimu Garba      | 14 tháng 4, 1980 (18 tuổi)  |         | Verona             |
| 9  | TV | Gabriel Melkam     | 13 tháng 3, 1980 (19 tuổi)  |         | Wattenscheid 09    |
| 10 | TV | Abubakar Musa      | 17 tháng 1, 1979 (20 tuổi)  |         | Eagle Cement       |
| 11 | TĐ | Ganiyu Shittu      | 22 tháng 12, 1979 (19 tuổi) |         | Fortuna Düsseldorf |
| 12 | TM | Dominic Oruma      | 17 tháng 7, 1980 (18 tuổi)  |         | Sharks             |
| 13 | TV | Pius Ikedia        | 11 tháng 7, 1980 (18 tuổi)  |         | ASEC Mimosas       |
| 14 | HV | Joseph Yobo        | 6 tháng 9, 1980 (18 tuổi)   |         | Standard Liège     |
| 15 | HV | Rabiu Afolabi      | 18 tháng 4, 1980 (18 tuổi)  |         | Standard Liège     |
| 16 | HV | Chikelue Iloenyosi | 13 tháng 10, 1980 (18 tuổi) |         | Fenerbahçe         |
| 17 | TĐ | Julius Aghahowa    | 12 tháng 2, 1982 (17 tuổi)  |         | Bendel Insurance   |
| 18 | TĐ | Eddy Dombraye      | 11 tháng 11, 1979 (19 tuổi) |         | ŁKS Łódź           |

### Paraguay
Huấn luyện viên:  Mario Jacquet
| Số | Vt | Cầu thủ             | Ngày sinh (tuổi)           | Số trận | Câu lạc bộ              |
| -- | -- | ------------------- | -------------------------- | ------- | ----------------------- |
| 1  | TM | Christian Florentín | 2 tháng 5, 1979 (19 tuổi)  |         | Cerro Cora              |
| 2  | HV | Emilio Martínez     | 10 tháng 4, 1981 (17 tuổi) |         | Nacional                |
| 3  | HV | Roberto Blanco      | 17 tháng 4, 1980 (18 tuổi) |         | Sportivo Luqueño        |
| 4  | HV | Paulo da Silva      | 1 tháng 2, 1980 (19 tuổi)  |         | Perugia                 |
| 5  | TV | Rubén Maldonado     | 25 tháng 4, 1979 (19 tuổi) |         | Olimpia Asunción        |
| 6  | TV | Ever Giménez        | 20 tháng 4, 1979 (19 tuổi) |         | Sportivo San Lorenzo    |
| 7  | TĐ | Sergio Fernández    | 31 tháng 7, 1979 (19 tuổi) |         | Cerro Cora              |
| 8  | TV | Isidro Candia       | 15 tháng 5, 1979 (19 tuổi) |         | Sportivo Luqueño        |
| 9  | TĐ | Roque Santa Cruz    | 16 tháng 8, 1981 (17 tuổi) |         | Olimpia Asunción        |
| 10 | TV | Francisco Escobar   | 3 tháng 12, 1979 (19 tuổi) |         | Sportivo Luqueño        |
| 11 | TĐ | Nelson Cuevas       | 10 tháng 1, 1980 (19 tuổi) |         | River Plate             |
| 12 | TM | Roberto Bagnoli     | 16 tháng 2, 1980 (19 tuổi) |         | Sportivo Iteño          |
| 13 | TĐ | Nelson Vera         | 7 tháng 10, 1979 (19 tuổi) |         | Nacional                |
| 14 | HV | Elvis Marecos       | 15 tháng 2, 1980 (19 tuổi) |         | Sportivo Iteño          |
| 15 | TĐ | Salvador Cabañas    | 5 tháng 8, 1980 (18 tuổi)  |         | Club 12 de Octubre      |
| 16 | TV | Jorge Brítez        | 8 tháng 2, 1981 (18 tuổi)  |         | Presidente Hayes        |
| 17 | HV | Walter Fretes       | 27 tháng 2, 1979 (20 tuổi) |         | Olimpia Asunción        |
| 18 | TĐ | Miguel Domínguez    | 30 tháng 9, 1979 (19 tuổi) |         | Club Atlético Tembetary |

## Bảng B

### Argentina
Huấn luyện viên:  José Pekerman
| Số | Vt | Cầu thủ                  | Ngày sinh (tuổi)           | Số trận | Câu lạc bộ           |
| -- | -- | ------------------------ | -------------------------- | ------- | -------------------- |
| 1  | TM | Franco Costanzo          | 5 tháng 9, 1980 (18 tuổi)  |         | River Plate          |
| 2  | HV | Carlos Roldán            | 12 tháng 9, 1979 (19 tuổi) |         | Lanús                |
| 3  | HV | Gabriel Milito           | 7 tháng 9, 1980 (18 tuổi)  |         | Independiente        |
| 4  | HV | Juan Fernández           | 3 tháng 5, 1980 (18 tuổi)  |         | Estudiantes La Plata |
| 5  | TV | Esteban Cambiasso        | 18 tháng 8, 1980 (18 tuổi) |         | Independiente        |
| 6  | HV | Fernando Crosa           | 28 tháng 2, 1979 (20 tuổi) |         | Newell's Old Boys    |
| 7  | TĐ | Luciano Galletti         | 9 tháng 4, 1980 (18 tuổi)  |         | Estudiantes La Plata |
| 8  | TV | Aldo Duscher             | 22 tháng 3, 1979 (20 tuổi) |         | Sporting CP          |
| 9  | TĐ | Sixto Peralta            | 16 tháng 4, 1979 (19 tuổi) |         | Huracán              |
| 10 | TĐ | Daniel Montenegro        | 28 tháng 3, 1979 (20 tuổi) |         | Huracán              |
| 11 | HV | Germán Rivarola          | 18 tháng 4, 1979 (19 tuổi) |         | Rosario Central      |
| 12 | TM | Sebastián Saja           | 5 tháng 6, 1979 (19 tuổi)  |         | San Lorenzo          |
| 13 | TV | Javier Villarreal        | 1 tháng 3, 1979 (20 tuổi)  |         | Talleres de Córdoba  |
| 14 | HV | Cristian Grabinski       | 12 tháng 1, 1980 (19 tuổi) |         | Newell's Old Boys    |
| 15 | TV | Luis Zubeldía            | 13 tháng 1, 1981 (18 tuổi) |         | Lanús                |
| 16 | TĐ | Ernesto Farías           | 29 tháng 5, 1980 (18 tuổi) |         | Estudiantes La Plata |
| 17 | TĐ | Sebastián Flores Coronel | 11 tháng 4, 1979 (19 tuổi) |         | Rosario Central      |
| 18 | TĐ | Federico Insúa           | 3 tháng 1, 1980 (19 tuổi)  |         | Argentinos Juniors   |

### Croatia
Huấn luyện viên:  Martin Novoselac
| Số | Vt | Cầu thủ             | Ngày sinh (tuổi)            | Số trận | Câu lạc bộ     |
| -- | -- | ------------------- | --------------------------- | ------- | -------------- |
| 1  | TM | Stipe Pletikosa     | 8 tháng 1, 1979 (20 tuổi)   |         | Hajduk Split   |
| 2  | HV | Darko Miladin       | 1 tháng 4, 1979 (20 tuổi)   |         | Hajduk Split   |
| 3  | HV | Kristijan Polovanec | 10 tháng 10, 1979 (19 tuổi) |         | Croatia Zagreb |
| 4  | HV | Goran Sablić        | 4 tháng 8, 1979 (19 tuổi)   |         | Hajduk Split   |
| 5  | HV | Andre Mijatović     | 3 tháng 12, 1979 (19 tuổi)  |         | Rijeka         |
| 6  | TV | Anthony Šerić       | 15 tháng 1, 1979 (20 tuổi)  |         | Hajduk Split   |
| 7  | TĐ | Mihael Mikić        | 6 tháng 1, 1980 (19 tuổi)   |         | Croatia Zagreb |
| 8  | TV | Jurica Vranješ      | 31 tháng 1, 1980 (19 tuổi)  |         | Osijek         |
| 9  | TĐ | Igor Budan          | 22 tháng 4, 1980 (18 tuổi)  |         | Rijeka         |
| 10 | TV | Josip Balatinac     | 7 tháng 3, 1979 (20 tuổi)   |         | Osijek         |
| 11 | TĐ | Zvonimir Deranja    | 22 tháng 9, 1979 (19 tuổi)  |         | Hajduk Split   |
| 12 | TM | Hrvoje Sunara       | 4 tháng 5, 1979 (19 tuổi)   |         | Hajduk Split   |
| 13 | HV | Silvester Sabolčki  | 12 tháng 11, 1979 (19 tuổi) |         | Varteks        |
| 14 | TV | Srđan Andrić        | 5 tháng 1, 1980 (19 tuổi)   |         | Hajduk Split   |
| 15 | TV | Ivica Banović       | 2 tháng 8, 1980 (18 tuổi)   |         | NK Zagreb      |
| 16 | TĐ | Saša Bjelanović     | 11 tháng 6, 1979 (19 tuổi)  |         | Zadarkomerc    |
| 17 | HV | Hrvoje Vuković      | 25 tháng 7, 1979 (19 tuổi)  |         | Varteks        |
| 18 | TĐ | Kruno Lovrek        | 11 tháng 9, 1979 (19 tuổi)  |         | NK Zagreb      |

### Ghana
Huấn luyện viên:  Giuseppe Dossena
| Số | Vt | Cầu thủ            | Ngày sinh (tuổi)            | Số trận | Câu lạc bộ         |
| -- | -- | ------------------ | --------------------------- | ------- | ------------------ |
| 1  | TM | Sammy Adjei        | 1 tháng 9, 1980 (18 tuổi)   |         | Hearts of Oak      |
| 2  | HV | Karim Abdul        | 5 tháng 2, 1980 (19 tuổi)   |         | Kongsvinger        |
| 3  | TĐ | Baffour Gyan       | 2 tháng 7, 1980 (18 tuổi)   |         | Kalamata           |
| 4  | HV | Kofi Amoako        | 26 tháng 3, 1979 (20 tuổi)  |         | Goldfields         |
| 5  | HV | Abdul Rahman Issah | 4 tháng 11, 1980 (18 tuổi)  |         | Udinese            |
| 6  | TV | Abdul Razak        | 2 tháng 10, 1980 (18 tuổi)  |         | Ebusua Dwarfs      |
| 7  | TĐ | Mohammed Abdulai   | 4 tháng 12, 1980 (18 tuổi)  |         | Borussia Dortmund  |
| 8  | HV | Hamza Mohammed     | 5 tháng 11, 1980 (18 tuổi)  |         | Real Tamale United |
| 9  | TV | Theophilus Amuzu   | 22 tháng 11, 1980 (18 tuổi) |         | Standard Liège     |
| 10 | TV | Stephen Appiah     | 24 tháng 12, 1980 (18 tuổi) |         | Udinese            |
| 11 | HV | Aziz Ansah         | 7 tháng 10, 1980 (18 tuổi)  |         | Harelbeke          |
| 12 | TV | Laryea Kingston    | 7 tháng 11, 1980 (18 tuổi)  |         | Great Olympics     |
| 13 | TĐ | Johnson Eku        | 17 tháng 9, 1980 (18 tuổi)  |         | Electricity        |
| 14 | TĐ | Skelley Adu Tutu   | 10 tháng 8, 1979 (19 tuổi)  |         | Saint-Gilloise     |
| 15 | HV | George Blay        | 7 tháng 8, 1980 (18 tuổi)   |         | Standard Liège     |
| 16 | TM | Osei Boateng       | 19 tháng 5, 1981 (17 tuổi)  |         | Great Olympics     |
| 17 | TĐ | Peter Ofori Quaye  | 21 tháng 3, 1980 (19 tuổi)  |         | Olympiacos         |
| 18 | TĐ | Owusu Afriyie      | 1 tháng 9, 1980 (18 tuổi)   |         | Málaga             |

### Kazakhstan
Huấn luyện viên:  Vladimir Fomichyov
| Số | Vt | Cầu thủ            | Ngày sinh (tuổi)            | Số trận | Câu lạc bộ      |
| -- | -- | ------------------ | --------------------------- | ------- | --------------- |
| 1  | TM | David Loria        | 31 tháng 10, 1981 (17 tuổi) |         | Astana          |
| 2  | TV | Denis Proskurin    | 3 tháng 4, 1979 (20 tuổi)   |         | Semey           |
| 3  | HV | Igor Soloshenko    | 22 tháng 5, 1979 (19 tuổi)  |         | Shakhter        |
| 4  | HV | Aleksandr Kuchma   | 9 tháng 12, 1980 (18 tuổi)  |         | Taraz           |
| 5  | TĐ | Sergey Gorbanev    | 27 tháng 11, 1979 (19 tuổi) |         | Taraz           |
| 6  | TV | Ali Aliyev         | 27 tháng 10, 1980 (18 tuổi) |         | Kairat Almaty   |
| 7  | HV | Maksim Samchenko   | 5 tháng 5, 1979 (19 tuổi)   |         | Vostok          |
| 8  | TĐ | Andrey Issayev     | 3 tháng 5, 1980 (18 tuổi)   |         | Kairat Almaty   |
| 9  | TV | Andrei Travin      | 27 tháng 4, 1979 (19 tuổi)  |         | Kairat Almaty   |
| 10 | TĐ | Alikhan Akkazynov  | 23 tháng 10, 1979 (19 tuổi) |         | Kairat Almaty   |
| 11 | TĐ | Yevgeniy Tarassov  | 25 tháng 3, 1979 (20 tuổi)  |         | Kairat Almaty   |
| 12 | TĐ | Yerlan Urazayev    | 4 tháng 4, 1979 (19 tuổi)   |         | Kairat Almaty   |
| 13 | HV | Aidar Kumisbekov   | 9 tháng 2, 1979 (20 tuổi)   |         | Kairat Almaty   |
| 14 | HV | Dmitriy Kichshenko | 29 tháng 3, 1979 (20 tuổi)  |         | Aktobe          |
| 15 | TĐ | Murat Dinayev      | 8 tháng 1, 1980 (19 tuổi)   |         | Zhiger Shymkent |
| 16 | TV | Vitaliy Artemov    | 16 tháng 2, 1979 (20 tuổi)  |         | Kairat Almaty   |
| 17 | TV | Konstantin Zemtsov | 24 tháng 7, 1980 (18 tuổi)  |         | Kairat Almaty   |
| 18 | TM | Denis Solovarenko  | 4 tháng 4, 1979 (19 tuổi)   |         | Kairat Almaty   |

## Bảng C

### Úc
Huấn luyện viên:  Les Scheinflug
| Số | Vt | Cầu thủ           | Ngày sinh (tuổi)           | Số trận | Câu lạc bộ                    |
| -- | -- | ----------------- | -------------------------- | ------- | ----------------------------- |
| 1  | TM | Anthony Breaden   | 7 tháng 3, 1979 (20 tuổi)  |         | Adelaide City                 |
| 2  | HV | Brett Emerton     | 22 tháng 2, 1979 (20 tuổi) |         | Sydney Olympic                |
| 3  | HV | Lindsay Wilson    | 4 tháng 5, 1979 (19 tuổi)  |         | Canberra Cosmos               |
| 4  | TV | Simon Colosimo    | 8 tháng 1, 1979 (20 tuổi)  |         | Carlton                       |
| 5  | HV | Eddy Bosnar       | 29 tháng 4, 1980 (18 tuổi) |         | Northern Spirit               |
| 6  | HV | Paul Wearne       | 14 tháng 3, 1980 (19 tuổi) |         | Northern Spirit               |
| 7  | TV | Jason Culina      | 5 tháng 8, 1980 (18 tuổi)  |         | Sydney Olympic                |
| 8  | TV | Vince Grella      | 5 tháng 10, 1979 (19 tuổi) |         | Empoli                        |
| 9  | TĐ | Mark Bresciano    | 11 tháng 2, 1980 (19 tuổi) |         | Carlton                       |
| 10 | TĐ | John Maisano      | 6 tháng 1, 1979 (20 tuổi)  |         | Westerlo                      |
| 11 | TV | Mile Sterjovski   | 27 tháng 5, 1979 (19 tuổi) |         | Sydney United                 |
| 12 | TV | David Terminello  | 30 tháng 8, 1980 (18 tuổi) |         | Adelaide City                 |
| 13 | TV | Michael Cunico    | 17 tháng 3, 1979 (20 tuổi) |         | Northern Spirit               |
| 14 | TĐ | Danny Invincibile | 31 tháng 3, 1979 (20 tuổi) |         | Marconi Stallions             |
| 15 | HV | Christian Care    | 21 tháng 3, 1979 (20 tuổi) |         | Marconi Stallions             |
| 16 | TV | Joel Griffiths    | 21 tháng 8, 1979 (19 tuổi) |         | Sydney United                 |
| 17 | HV | Mark Byrnes       | 8 tháng 2, 1982 (17 tuổi)  |         | NSW Institute of Sport        |
| 18 | TM | Michael Turnbull  | 24 tháng 3, 1981 (18 tuổi) |         | Australian Institute of Sport |

### México
Huấn luyện viên:  Jesús del Muro
| Số | Vt | Cầu thủ               | Ngày sinh (tuổi)            | Số trận | Câu lạc bộ       |
| -- | -- | --------------------- | --------------------------- | ------- | ---------------- |
| 1  | TM | Christian Martínez    | 16 tháng 10, 1979 (19 tuổi) |         | Cuautitlán       |
| 2  | HV | Mario Méndez          | 1 tháng 6, 1979 (19 tuổi)   |         | Atlas            |
| 3  | HV | Oscar Mascorro        | 11 tháng 2, 1980 (19 tuổi)  |         | Toros Neza       |
| 4  | HV | Rafael Márquez        | 13 tháng 2, 1979 (20 tuổi)  |         | Atlas            |
| 5  | TV | Carlos Adrián Morales | 6 tháng 9, 1979 (19 tuổi)   |         | Monarcas Morelia |
| 6  | TV | Gerardo Torrado       | 30 tháng 4, 1979 (19 tuổi)  |         | UNAM Pumas       |
| 7  | TĐ | José Alejandro Nava   | 20 tháng 9, 1979 (19 tuổi)  |         | Chivas Tijuana   |
| 8  | TV | Cesáreo Victorino     | 19 tháng 3, 1979 (20 tuổi)  |         | Pachuca          |
| 9  | TĐ | Jesús Mendoza         | 10 tháng 1, 1979 (20 tuổi)  |         | Club León        |
| 10 | TV | Juan Pablo Rodríguez  | 7 tháng 8, 1979 (19 tuổi)   |         | Atlas            |
| 11 | TĐ | Daniel Osorno         | 16 tháng 3, 1979 (20 tuổi)  |         | Atlas            |
| 12 | TM | Juan de Dios Ibarra   | 14 tháng 2, 1979 (20 tuổi)  |         | Saltillo         |
| 13 | TV | Luis Ignacio González | 28 tháng 6, 1980 (18 tuổi)  |         | UNAM Pumas       |
| 14 | TV | Eduardo Rodríguez     | 13 tháng 9, 1979 (19 tuổi)  |         | U.A.T.           |
| 15 | TV | Jonathan Martínez     | 21 tháng 2, 1979 (20 tuổi)  |         | América          |
| 16 | HV | Rodolfo Pacheco       | 7 tháng 5, 1979 (19 tuổi)   |         | UNAM Pumas       |
| 17 | HV | Margarito González    | 3 tháng 3, 1979 (20 tuổi)   |         | Tapatio          |
| 18 | HV | Héctor Reynoso        | 3 tháng 10, 1980 (18 tuổi)  |         | Guadalajara      |

### Cộng hòa Ireland
Huấn luyện viên:  Brian Kerr
| Số | Vt | Cầu thủ         | Ngày sinh (tuổi)           | Số trận | Câu lạc bộ              |
| -- | -- | --------------- | -------------------------- | ------- | ----------------------- |
| 1  | TM | Alex O'Reilly   | 5 tháng 9, 1979 (19 tuổi)  |         | West Ham United         |
| 2  | HV | Thomas Heary    | 14 tháng 2, 1979 (20 tuổi) |         | Huddersfield Town       |
| 3  | HV | Keith Doyle     | 20 tháng 7, 1979 (19 tuổi) |         | St. Patrick's Athletic  |
| 4  | HV | Jason Gavin     | 14 tháng 3, 1980 (19 tuổi) |         | Middlesbrough           |
| 5  | HV | Gary Doherty    | 31 tháng 1, 1980 (19 tuổi) |         | Luton Town              |
| 6  | TV | Barry Quinn     | 9 tháng 5, 1979 (19 tuổi)  |         | Coventry City           |
| 7  | TV | Stephen McPhail | 9 tháng 12, 1979 (19 tuổi) |         | Leeds United            |
| 8  | TV | Garry Crossley  | 5 tháng 2, 1980 (19 tuổi)  |         | Celtic                  |
| 9  | TĐ | Liam George     | 2 tháng 2, 1979 (20 tuổi)  |         | Luton Town              |
| 10 | TĐ | Robbie Keane    | 8 tháng 7, 1980 (18 tuổi)  |         | Wolverhampton Wanderers |
| 11 | TV | Damien Duff     | 2 tháng 3, 1979 (20 tuổi)  |         | Blackburn Rovers        |
| 12 | TV | Richie Baker    | 17 tháng 4, 1980 (18 tuổi) |         | Shelbourne              |
| 13 | TV | Colin Healy     | 14 tháng 3, 1980 (19 tuổi) |         | Celtic                  |
| 14 | TĐ | Richard Sadlier | 14 tháng 1, 1979 (20 tuổi) |         | Millwall                |
| 15 | TV | Ryan Casey      | 3 tháng 1, 1979 (20 tuổi)  |         | Swansea City            |
| 16 | TM | Dean Delany     | 15 tháng 9, 1980 (18 tuổi) |         | Everton                 |
| 17 | HV | Paul Donnolly   | 31 tháng 8, 1979 (19 tuổi) |         | Leeds United            |
| 18 | HV | Barry Ferguson  | 7 tháng 9, 1979 (19 tuổi)  |         | Coventry City           |

### Ả Rập Xê Út
Huấn luyện viên:  Pieter Hamberg
| Số | Vt | Cầu thủ              | Ngày sinh (tuổi)            | Số trận | Câu lạc bộ  |
| -- | -- | -------------------- | --------------------------- | ------- | ----------- |
| 1  | TM | Mabrouk Zaid         | 11 tháng 2, 1979 (20 tuổi)  |         | Al-Riyadh   |
| 2  | HV | Fouzi Al-Shehri      | 15 tháng 5, 1980 (18 tuổi)  |         | Al Qadisiya |
| 3  | HV | Ahmed Albahri        | 18 tháng 9, 1980 (18 tuổi)  |         | Al Ittifaq  |
| 4  | HV | Bandr Al-Mutairi     | 9 tháng 7, 1980 (18 tuổi)   |         | Al-Hilal    |
| 5  | HV | Tariq Omar           | 20 tháng 7, 1980 (18 tuổi)  |         | Al Ittihad  |
| 6  | TV | Fahad Al-Subaie      | 15 tháng 11, 1979 (19 tuổi) |         | Al Shabab   |
| 7  | HV | Saleh Al-Saqri       | 23 tháng 1, 1979 (20 tuổi)  |         | Al Ittihad  |
| 8  | TV | Saad Al-Shehri       | 9 tháng 1, 1980 (19 tuổi)   |         | Al Ittifaq  |
| 9  | TĐ | Mohamad Dabo         | 28 tháng 5, 1979 (19 tuổi)  |         | Al Ahly     |
| 10 | TV | Bader Al-Hagbani     | 17 tháng 1, 1979 (20 tuổi)  |         | Al-Nasr     |
| 11 | TĐ | Talal Al-Abdulaziz   | 16 tháng 12, 1979 (19 tuổi) |         | Al-Nasr     |
| 12 | TV | Turki Al-Shayei      | 28 tháng 8, 1979 (19 tuổi)  |         | Al-Hilal    |
| 13 | HV | Omar Al-Garni        | 29 tháng 4, 1979 (19 tuổi)  |         | Al Ittihad  |
| 14 | TV | Mansour Al-Shahrani  | 16 tháng 5, 1979 (19 tuổi)  |         | Al-Hilal    |
| 15 | TV | Fahad Al-Zahrani     | 2 tháng 2, 1979 (20 tuổi)   |         | Al Ahly     |
| 16 | HV | Faisal Al-Obaili     | 8 tháng 2, 1979 (20 tuổi)   |         | Al Shabab   |
| 17 | TĐ | Abdulrahman Al-Abeah | 28 tháng 5, 1979 (19 tuổi)  |         | Al Ittifaq  |
| 18 | TM | Bandar Al-Mas        | 11 tháng 5, 1980 (18 tuổi)  |         | Al-Hilal    |

## Bảng D

### Hàn Quốc
Huấn luyện viên:  Cho Young-Jeung
| Số | Vt | Cầu thủ        | Ngày sinh (tuổi)            | Số trận | Câu lạc bộ              |
| -- | -- | -------------- | --------------------------- | ------- | ----------------------- |
| 1  | TM | Kim Yong-Dae   | 11 tháng 10, 1979 (19 tuổi) |         | Yonsei University       |
| 2  | HV | An Hong-Chan   | 22 tháng 1, 1980 (19 tuổi)  |         | Sungkyunkwan University |
| 3  | HV | Lee Bum-Jik    | 11 tháng 2, 1979 (20 tuổi)  |         | Daegu University        |
| 4  | HV | Shin Dong-Keun | 15 tháng 2, 1981 (18 tuổi)  |         | Chunggu High School     |
| 5  | HV | Park Dong-Hyuk | 18 tháng 4, 1979 (19 tuổi)  |         | Korea University        |
| 6  | TV | Song Chong-Gug | 20 tháng 2, 1979 (20 tuổi)  |         | Yonsei University       |
| 7  | TV | Seo Ki-Bok     | 28 tháng 1, 1979 (20 tuổi)  |         | Yonsei University       |
| 8  | TV | Chun Jae-Ho    | 8 tháng 8, 1979 (19 tuổi)   |         | Hongik University       |
| 9  | TĐ | Na Hee-Keun    | 5 tháng 5, 1979 (19 tuổi)   |         | Ajou University         |
| 10 | TĐ | Kim Eun-Jung   | 8 tháng 4, 1979 (19 tuổi)   |         | Daejeon Citizen         |
| 11 | TĐ | Seol Ki-Hyeon  | 8 tháng 1, 1979 (20 tuổi)   |         | Kwangwoon University    |
| 12 | TM | Han Dong-Jin   | 25 tháng 8, 1979 (19 tuổi)  |         | Sangji University       |
| 13 | TV | Kim Kun-Hyung  | 11 tháng 9, 1979 (19 tuổi)  |         | Kyung Hee University    |
| 14 | TV | Kim Kyung-Il   | 30 tháng 8, 1980 (18 tuổi)  |         | Chunnam Dragons         |
| 15 | TĐ | Seo Kwan-Soo   | 25 tháng 2, 1980 (19 tuổi)  |         | Dankook University      |
| 16 | TĐ | Ko Bong-Hyun   | 2 tháng 7, 1979 (19 tuổi)   |         | Hongik University       |
| 17 | TĐ | Woo Jin-Seok   | 26 tháng 8, 1979 (19 tuổi)  |         | Yonsei University       |
| 18 | TĐ | Lee Dong-Gook  | 29 tháng 4, 1979 (19 tuổi)  |         | Pohang Steelers         |

### Mali
Huấn luyện viên:  Mamadou Coulibaly
| Số | Vt | Cầu thủ                | Ngày sinh (tuổi)            | Số trận | Câu lạc bộ   |
| -- | -- | ---------------------- | --------------------------- | ------- | ------------ |
| 1  | TM | Ibrahim Boubacar Keita | 30 tháng 6, 1979 (19 tuổi)  |         | Stade Malien |
| 2  | TĐ | Dramane Coulibaly      | 18 tháng 3, 1979 (20 tuổi)  |         | Marseille    |
| 3  | HV | Abdou Traoré           | 5 tháng 8, 1981 (17 tuổi)   |         | CSK Bamako   |
| 4  | HV | Adama Coulibaly        | 9 tháng 10, 1980 (18 tuổi)  |         | Djoliba      |
| 5  | TV | Sadio Baba Cisse       | 2 tháng 4, 1979 (20 tuổi)   |         | Stade Malien |
| 6  | TV | Bakou Younkara         | 13 tháng 6, 1980 (18 tuổi)  |         | Djoliba      |
| 7  | TĐ | Tenema N'Diaye         | 13 tháng 2, 1981 (18 tuổi)  |         | Djoliba      |
| 8  | TV | Mahamadou Diarra       | 18 tháng 5, 1981 (17 tuổi)  |         | OFI Crete    |
| 9  | TĐ | Mamadou Bagayoko       | 21 tháng 5, 1979 (19 tuổi)  |         | Sens         |
| 10 | TV | Seydou Keita           | 13 tháng 12, 1981 (17 tuổi) |         | Marseille    |
| 11 | TĐ | Sidi Makan Sissoko     | 10 tháng 4, 1981 (17 tuổi)  |         | Sigui        |
| 12 | HV | Amadou Coulibaly       | 5 tháng 12, 1981 (17 tuổi)  |         | Sion         |
| 13 | HV | Abdoulaye Camara       | 2 tháng 1, 1980 (19 tuổi)   |         | Udinese      |
| 14 | TĐ | Mamadou Diarra         | 8 tháng 1, 1980 (19 tuổi)   |         | Stade Malien |
| 15 | TĐ | Mahamadou Dissa        | 18 tháng 5, 1979 (19 tuổi)  |         | CSK Bamako   |
| 16 | TM | Issiaka Traore         | 2 tháng 3, 1980 (19 tuổi)   |         | Djoliba      |
| 17 | HV | Sega Diakite           | 14 tháng 11, 1980 (18 tuổi) |         | Stade Malien |
| 18 | HV | Cheick Dao             | 25 tháng 9, 1982 (16 tuổi)  |         | Antalyaspor  |

### Bồ Đào Nha
Huấn luyện viên:  Jesualdo Ferreira
| Số | Vt | Cầu thủ           | Ngày sinh (tuổi)            | Số trận | Câu lạc bộ           |
| -- | -- | ----------------- | --------------------------- | ------- | -------------------- |
| 1  | TM | Sérgio Leite      | 16 tháng 8, 1979 (19 tuổi)  |         | Boavista             |
| 2  | TV | Filipe Anunciação | 27 tháng 5, 1979 (19 tuổi)  |         | Feirense             |
| 3  | HV | Marco Caneira     | 9 tháng 2, 1979 (20 tuổi)   |         | Beira-Mar            |
| 4  | HV | André Correia     | 9 tháng 2, 1979 (20 tuổi)   |         | Maia                 |
| 5  | TV | Fredy             | 14 tháng 8, 1979 (19 tuổi)  |         | Felgueiras           |
| 6  | TV | Hugo Leal         | 21 tháng 5, 1980 (18 tuổi)  |         | Benfica              |
| 7  | TV | Ricardo Esteves   | 16 tháng 9, 1979 (19 tuổi)  |         | Vitória de Setúbal   |
| 8  | TV | Ricardo Sousa     | 11 tháng 1, 1979 (20 tuổi)  |         | Beira-Mar            |
| 9  | TV | Paulo Costa       | 5 tháng 12, 1979 (19 tuổi)  |         | Alverca              |
| 10 | TV | Simão             | 31 tháng 10, 1979 (19 tuổi) |         | Sporting CP          |
| 11 | TV | Alhandra          | 5 tháng 3, 1979 (20 tuổi)   |         | Lourinhanense        |
| 12 | TM | Márcio Santos     | 5 tháng 5, 1979 (19 tuổi)   |         | Lourinhanense        |
| 13 | TĐ | Filipe Cândido    | 28 tháng 9, 1979 (19 tuổi)  |         | Salgueiros           |
| 14 | TV | Luís Filipe       | 14 tháng 6, 1979 (19 tuổi)  |         | Académica de Coimbra |
| 15 | TV | Marco Cláudio     | 5 tháng 5, 1979 (19 tuổi)   |         | União da Madeira     |
| 16 | TV | Neca              | 31 tháng 12, 1979 (19 tuổi) |         | Belenenses           |
| 17 | TĐ | Dani Rodrigues    | 3 tháng 3, 1980 (19 tuổi)   |         | Southampton          |
| 18 | HV | Hugo Carreira     | 10 tháng 3, 1979 (20 tuổi)  |         | Barreirense          |

### Uruguay
Huấn luyện viên:  Víctor Púa
| Số | Vt | Cầu thủ                    | Ngày sinh (tuổi)            | Số trận | Câu lạc bộ           |
| -- | -- | -------------------------- | --------------------------- | ------- | -------------------- |
| 1  | TM | Fabián Carini              | 26 tháng 12, 1979 (19 tuổi) |         | Danubio              |
| 2  | HV | Fernando Carreño           | 15 tháng 1, 1979 (20 tuổi)  |         | Peñarol              |
| 3  | HV | Gonzalo Sorondo            | 9 tháng 10, 1979 (19 tuổi)  |         | Defensor Sporting    |
| 4  | HV | Carlos Díaz                | 4 tháng 2, 1979 (20 tuổi)   |         | Defensor Sporting    |
| 5  | HV | Omar Pouso                 | 28 tháng 2, 1980 (19 tuổi)  |         | Danubio              |
| 6  | HV | César Pellegrín            | 5 tháng 3, 1979 (20 tuổi)   |         | Ternana              |
| 7  | TV | Alejandro Correa Rodríguez | 26 tháng 11, 1979 (19 tuổi) |         | Nacional             |
| 8  | TV | Diego Pérez                | 18 tháng 5, 1980 (18 tuổi)  |         | Defensor Sporting    |
| 9  | TĐ | Ernesto Javier Chevantón   | 12 tháng 8, 1980 (18 tuổi)  |         | Danubio              |
| 10 | TV | Martín Ligüera             | 9 tháng 11, 1980 (18 tuổi)  |         | Nacional             |
| 11 | TV | Jorge Anchén               | 17 tháng 8, 1980 (18 tuổi)  |         | Danubio              |
| 12 | TM | Mauricio Nanni             | 12 tháng 7, 1979 (19 tuổi)  |         | Montevideo Wanderers |
| 13 | HV | Damián Macaluso            | 9 tháng 3, 1980 (19 tuổi)   |         | River Plate          |
| 14 | TĐ | Diego Forlán               | 19 tháng 5, 1979 (19 tuổi)  |         | Independiente        |
| 15 | HV | Fernando Albermager        | 19 tháng 1, 1979 (20 tuổi)  |         | Peñarol              |
| 16 | TV | Fernando Machado           | 26 tháng 9, 1979 (19 tuổi)  |         | UNAM Pumas           |
| 17 | TĐ | Ernesto Fabián Canobbio    | 8 tháng 3, 1980 (19 tuổi)   |         | Progreso             |
| 18 | TĐ | Fernando Daniel Cardozo    | 27 tháng 4, 1979 (19 tuổi)  |         | Huracán Buceo        |

## Bảng E

### Cameroon
Huấn luyện viên:  Ikouam Gweha
| Số | Vt | Cầu thủ                 | Ngày sinh (tuổi)            | Số trận | Câu lạc bộ        |
| -- | -- | ----------------------- | --------------------------- | ------- | ----------------- |
| 1  | TM | Carlos Kameni           | 18 tháng 2, 1984 (15 tuổi)  |         | Le Havre          |
| 2  | TĐ | Thierry Modo Abouna     | 20 tháng 5, 1981 (17 tuổi)  |         | Canon Yaounde     |
| 3  | HV | Innocent Hamga          | 8 tháng 5, 1981 (17 tuổi)   |         | Cotonsport Garoua |
| 4  | HV | Clément Lebe            | 9 tháng 1, 1979 (20 tuổi)   |         | Racing Bafoussam  |
| 5  | HV | Benoit Fils Moussongui  | 27 tháng 6, 1980 (18 tuổi)  |         | Racing Bafoussam  |
| 6  | TV | Hugues Nzinkeu          | 22 tháng 2, 1980 (19 tuổi)  |         | Fovu Baham        |
| 7  | TV | Modeste M'bami          | 9 tháng 10, 1982 (16 tuổi)  |         | Dynamo Douala     |
| 8  | TĐ | Samuel Inogue           | 18 tháng 12, 1980 (18 tuổi) |         | Racing Bafoussam  |
| 9  | TĐ | Francis Kioyo           | 18 tháng 9, 1979 (19 tuổi)  |         | Union Douala      |
| 10 | TĐ | Francois Dikoume        | 17 tháng 1, 1979 (20 tuổi)  |         | Fovu Baham        |
| 11 | TĐ | Gaspard Komol           | 28 tháng 4, 1980 (18 tuổi)  |         | Dynamo Douala     |
| 12 | TĐ | Mohamadou Idrissou      | 8 tháng 3, 1980 (19 tuổi)   |         | Cotonsport Garoua |
| 13 | HV | Jean-Pierre Tcheutchoua | 12 tháng 12, 1980 (18 tuổi) |         | Dynamo Douala     |
| 14 | TV | Daniel Ngom Kome        | 19 tháng 5, 1980 (18 tuổi)  |         | Atlético Madrid B |
| 15 | HV | Ibrahima Salifou        | 14 tháng 10, 1980 (18 tuổi) |         | Cotonsport Garoua |
| 16 | TM | Gilbert Ndjama          | 9 tháng 8, 1979 (19 tuổi)   |         | Red Star          |
| 17 | TV | Daniel Bikoi            | 12 tháng 12, 1982 (16 tuổi) |         | Sable             |
| 18 | TV | William Tabi            | 13 tháng 11, 1981 (17 tuổi) |         | Sable             |

### Anh
Huấn luyện viên:  Chris Ramsey
| Số | Vt | Cầu thủ             | Ngày sinh (tuổi)            | Số trận | Câu lạc bộ           |
| -- | -- | ------------------- | --------------------------- | ------- | -------------------- |
| 1  | TM | Stuart Taylor       | 28 tháng 11, 1980 (18 tuổi) |         | Arsenal              |
| 2  | TV | Greg Lincoln        | 23 tháng 3, 1980 (19 tuổi)  |         | Arsenal              |
| 3  | TV | Ashley Cole         | 20 tháng 12, 1980 (18 tuổi) |         | Arsenal              |
| 4  | HV | Stephen Wright      | 8 tháng 2, 1980 (19 tuổi)   |         | Liverpool            |
| 5  | HV | Stephen Haslam      | 6 tháng 9, 1979 (19 tuổi)   |         | Sheffield Wednesday  |
| 6  | HV | Neil Murphy         | 19 tháng 5, 1980 (18 tuổi)  |         | Liverpool            |
| 7  | TĐ | Peter Crouch        | 30 tháng 1, 1981 (18 tuổi)  |         | Tottenham Hotspur    |
| 8  | TĐ | Andrew Johnson      | 10 tháng 2, 1981 (18 tuổi)  |         | Birmingham City      |
| 9  | TĐ | Craig Dudley        | 12 tháng 9, 1979 (19 tuổi)  |         | Notts County         |
| 10 | TĐ | John Piercy         | 18 tháng 9, 1979 (19 tuổi)  |         | Tottenham Hotspur    |
| 11 | TV | Matthew Etherington | 14 tháng 8, 1981 (17 tuổi)  |         | Peterborough United  |
| 12 | HV | Adam Chambers       | 20 tháng 11, 1980 (18 tuổi) |         | West Bromwich Albion |
| 13 | TM | Paul Rachubka       | 21 tháng 5, 1981 (17 tuổi)  |         | Manchester United    |
| 14 | HV | James Chambers      | 20 tháng 11, 1980 (18 tuổi) |         | West Bromwich Albion |
| 15 | TV | Kevin Nicholls      | 2 tháng 1, 1979 (20 tuổi)   |         | Charlton Athletic    |
| 16 | HV | Richard Cooper      | 27 tháng 9, 1979 (19 tuổi)  |         | Nottingham Forest    |
| 17 | TV | Paolo Vernazza      | 1 tháng 11, 1979 (19 tuổi)  |         | Arsenal              |
| 18 | TĐ | Adam Oliver         | 25 tháng 10, 1980 (18 tuổi) |         | West Bromwich Albion |

### Nhật Bản
Huấn luyện viên:  Philippe Troussier
| Số | Vt | Cầu thủ           | Ngày sinh (tuổi)            | Số trận | Câu lạc bộ          |
| -- | -- | ----------------- | --------------------------- | ------- | ------------------- |
| 1  | TM | Tatsuya Enomoto   | 16 tháng 3, 1979 (20 tuổi)  |         | Yokohama F. Marinos |
| 2  | HV | Kazuki Teshima    | 7 tháng 6, 1979 (19 tuổi)   |         | Kyoto Purple Sanga  |
| 3  | HV | Shigeki Tsujimoto | 23 tháng 6, 1979 (19 tuổi)  |         | Kyoto Purple Sanga  |
| 4  | TV | Tatsuya Ishikawa  | 25 tháng 12, 1979 (19 tuổi) |         | Tsukuba Univ.       |
| 5  | TV | Akira Kaji        | 13 tháng 1, 1980 (19 tuổi)  |         | Cerezo Osaka        |
| 6  | TV | Junichi Inamoto   | 18 tháng 9, 1979 (19 tuổi)  |         | Gamba Osaka         |
| 7  | TV | Tomoyuki Sakai    | 29 tháng 6, 1979 (19 tuổi)  |         | JEF United Ichihara |
| 8  | TV | Mitsuo Ogasawara  | 5 tháng 4, 1979 (19 tuổi)   |         | Kashima Antlers     |
| 9  | TĐ | Naohiro Takahara  | 4 tháng 6, 1979 (19 tuổi)   |         | Júbilo Iwata        |
| 10 | TV | Masashi Motoyama  | 20 tháng 6, 1979 (19 tuổi)  |         | Kashima Antlers     |
| 11 | TV | Yasuhito Endo     | 28 tháng 1, 1980 (19 tuổi)  |         | Kyoto Purple Sanga  |
| 12 | HV | Koji Nakata       | 9 tháng 7, 1979 (19 tuổi)   |         | Kashima Antlers     |
| 13 | TV | Shinji Ono        | 27 tháng 9, 1979 (19 tuổi)  |         | Urawa Red Diamonds  |
| 14 | TĐ | Yuichiro Nagai    | 14 tháng 2, 1979 (20 tuổi)  |         | Urawa Red Diamonds  |
| 15 | TĐ | Yasunori Takada   | 22 tháng 2, 1979 (20 tuổi)  |         | Bellmare Hiratsuka  |
| 16 | TĐ | Ryuji Bando       | 2 tháng 8, 1979 (19 tuổi)   |         | Gamba Osaka         |
| 17 | TV | Hideyuki Ujiie    | 23 tháng 2, 1979 (20 tuổi)  |         | Omiya Ardija        |
| 18 | TM | Yuta Minami       | 30 tháng 9, 1979 (19 tuổi)  |         | Kashiwa Reysol      |

### Hoa Kỳ
Huấn luyện viên:   Sigi Schmid
| Số | Vt | Cầu thủ          | Ngày sinh (tuổi)            | Số trận | Câu lạc bộ             |
| -- | -- | ---------------- | --------------------------- | ------- | ---------------------- |
| 1  | TM | Nick Rimando     | 17 tháng 6, 1979 (19 tuổi)  |         | UCLA                   |
| 2  | TV | John Thorrington | 17 tháng 10, 1979 (19 tuổi) |         | Manchester United      |
| 3  | HV | Nick Garcia      | 9 tháng 4, 1979 (19 tuổi)   |         | Indiana University     |
| 4  | HV | Danny Califf     | 17 tháng 3, 1980 (19 tuổi)  |         | University of Maryland |
| 5  | HV | Rusty Pierce     | 24 tháng 7, 1979 (19 tuổi)  |         | UNC Greensboro         |
| 6  | HV | Steve Cherundolo | 19 tháng 2, 1979 (20 tuổi)  |         | Hannover 96            |
| 7  | HV | Nick Downing     | 25 tháng 1, 1980 (19 tuổi)  |         | University of Maryland |
| 8  | HV | Lee Morrison     | 10 tháng 8, 1979 (19 tuổi)  |         | Stanford University    |
| 9  | TV | Ryan Futagaki    | 17 tháng 1, 1980 (19 tuổi)  |         | UCLA                   |
| 10 | TĐ | Chris Albright   | 14 tháng 1, 1979 (20 tuổi)  |         | University of Virginia |
| 11 | TV | Francisco Gomez  | 25 tháng 1, 1979 (20 tuổi)  |         | Kansas City Wizards    |
| 12 | TV | Shaun Tsakiris   | 16 tháng 2, 1979 (20 tuổi)  |         | UCLA                   |
| 13 | HV | Carlos Bocanegra | 25 tháng 5, 1979 (19 tuổi)  |         | UCLA                   |
| 14 | TV | Matt Goldsmith   | 27 tháng 4, 1979 (19 tuổi)  |         | Furman University      |
| 15 | TĐ | Taylor Twellman  | 29 tháng 2, 1980 (19 tuổi)  |         | University of Maryland |
| 16 | TV | Cory Gibbs       | 14 tháng 1, 1980 (19 tuổi)  |         | Brown University       |
| 17 | TĐ | Jamar Beasley    | 11 tháng 10, 1979 (19 tuổi) |         | New Anh Revolution     |
| 18 | TM | Tim Howard       | 6 tháng 3, 1979 (20 tuổi)   |         | NY/NJ MetroStars       |

## Bảng F

### Brasil
Huấn luyện viên:  João Carlos da Silva Costa
| Số | Vt | Cầu thủ         | Ngày sinh (tuổi)           | Số trận | Câu lạc bộ        |
| -- | -- | --------------- | -------------------------- | ------- | ----------------- |
| 1  | TM | Júlio César     | 3 tháng 9, 1979 (19 tuổi)  |         | Flamengo          |
| 2  | HV | Indio           | 3 tháng 4, 1979 (20 tuổi)  |         | Corinthians       |
| 3  | HV | Juan            | 1 tháng 2, 1979 (20 tuổi)  |         | Flamengo          |
| 4  | HV | Fábio Bilica    | 4 tháng 1, 1979 (20 tuổi)  |         | Venezia           |
| 5  | TV | Ferrugem        | 6 tháng 10, 1980 (18 tuổi) |         | Palmeiras         |
| 6  | HV | Fábio Aurélio   | 24 tháng 9, 1979 (19 tuổi) |         | São Paulo         |
| 7  | TĐ | Ronaldinho      | 21 tháng 3, 1980 (19 tuổi) |         | Grêmio            |
| 8  | TV | Alexandre       | 19 tháng 2, 1979 (20 tuổi) |         | São Paulo         |
| 9  | TĐ | Fernando Baiano | 18 tháng 3, 1979 (20 tuổi) |         | Corinthians       |
| 10 | TĐ | Edu             | 10 tháng 1, 1979 (20 tuổi) |         | São Paulo         |
| 11 | TV | Matuzalém       | 10 tháng 6, 1980 (18 tuổi) |         | Vitória           |
| 12 | TM | Fábio           | 30 tháng 7, 1980 (18 tuổi) |         | União Bandeirante |
| 13 | HV | Mancini         | 1 tháng 8, 1980 (18 tuổi)  |         | Atlético Mineiro  |
| 14 | HV | Milton Rogério  | 24 tháng 2, 1979 (20 tuổi) |         | Paraná Clube      |
| 15 | HV | Tiago Silva     | 4 tháng 4, 1979 (19 tuổi)  |         | Palmeiras         |
| 16 | TĐ | Rodrigo Gral    | 21 tháng 2, 1977 (22 tuổi) |         | Juventude         |
| 17 | TV | Geovanni        | 11 tháng 1, 1980 (19 tuổi) |         | Cruzeiro          |
| 18 | HV | Fernando        | 25 tháng 2, 1980 (19 tuổi) |         | Flamengo          |

### Honduras
Huấn luyện viên:  Jose de la Paz Herrera
| Số | Vt | Cầu thủ               | Ngày sinh (tuổi)            | Số trận | Câu lạc bộ             |
| -- | -- | --------------------- | --------------------------- | ------- | ---------------------- |
| 1  | TM | Javier Pérez          | 16 tháng 1, 1979 (20 tuổi)  |         | Atlético Independiente |
| 2  | TV | Eddy Contreras        | 16 tháng 9, 1979 (19 tuổi)  |         | CD Olimpia             |
| 3  | HV | Gerson Vásquez        | 20 tháng 3, 1979 (20 tuổi)  |         | Melgar                 |
| 4  | HV | Junior Izaguirre      | 12 tháng 8, 1979 (19 tuổi)  |         | Motagua                |
| 5  | HV | Erick Vallecillo      | 29 tháng 1, 1980 (19 tuổi)  |         | Real España            |
| 6  | HV | Carlos Lino           | 16 tháng 4, 1979 (19 tuổi)  |         | Victoria               |
| 7  | HV | Juan Raudales         | 15 tháng 7, 1979 (19 tuổi)  |         | Motagua                |
| 8  | TĐ | Reynaldo Tilguath     | 4 tháng 8, 1979 (19 tuổi)   |         | Olimpia                |
| 9  | TĐ | David Suazo           | 5 tháng 11, 1979 (19 tuổi)  |         | Olimpia                |
| 10 | TV | Julio León            | 13 tháng 9, 1979 (19 tuổi)  |         | Platense               |
| 11 | HV | Héctor Gutiérrez      | 8 tháng 2, 1980 (19 tuổi)   |         | Real España            |
| 12 | TV | Maynor Suazo          | 10 tháng 8, 1979 (19 tuổi)  |         | Marathón               |
| 13 | TV | Elmer Marín           | 14 tháng 10, 1979 (19 tuổi) |         | Olimpia                |
| 14 | TV | Edgar Álvarez         | 9 tháng 1, 1980 (19 tuổi)   |         | Platense               |
| 15 | HV | Milton Palacios Suazo | 25 tháng 12, 1980 (18 tuổi) |         | Olimpia                |
| 16 | HV | Oscar Fortín          | 25 tháng 6, 1980 (18 tuổi)  |         | Motagua                |
| 17 | TV | Carlos Oliva          | 28 tháng 7, 1979 (19 tuổi)  |         | Real España            |
| 18 | TM | Luis Siliezar         | 11 tháng 9, 1980 (18 tuổi)  |         | Platense               |

### Tây Ban Nha
Huấn luyện viên:  Iñaki Sáez
| Số | Vt | Cầu thủ          | Ngày sinh (tuổi)            | Số trận | Câu lạc bộ      |
| -- | -- | ---------------- | --------------------------- | ------- | --------------- |
| 1  | TM | Daniel Aranzubia | 18 tháng 9, 1979 (19 tuổi)  |         | Athletic Bilbao |
| 2  | HV | Pablo Coira      | 18 tháng 10, 1979 (19 tuổi) |         | Compostela      |
| 3  | HV | David Bermudo    | 14 tháng 1, 1979 (20 tuổi)  |         | Barcelona       |
| 4  | HV | Francisco Jusué  | 30 tháng 11, 1979 (19 tuổi) |         | Osasuna         |
| 5  | HV | Pablo Orbaiz (c) | 6 tháng 2, 1979 (20 tuổi)   |         | Osasuna         |
| 6  | HV | Carlos Marchena  | 21 tháng 7, 1979 (19 tuổi)  |         | Sevilla         |
| 7  | TV | Gabri            | 10 tháng 2, 1979 (20 tuổi)  |         | Barcelona       |
| 8  | TV | Xavi             | 25 tháng 1, 1980 (19 tuổi)  |         | Barcelona       |
| 9  | TĐ | Pablo Couñago    | 9 tháng 8, 1979 (19 tuổi)   |         | Numancia        |
| 10 | TV | Gonzalo Colsa    | 2 tháng 4, 1979 (20 tuổi)   |         | Logroñés        |
| 11 | TV | Francisco Yeste  | 6 tháng 12, 1979 (19 tuổi)  |         | Athletic Bilbao |
| 12 | HV | Fernando Varela  | 1 tháng 9, 1979 (19 tuổi)   |         | Real Betis      |
| 13 | TM | Iker Casillas    | 20 tháng 5, 1981 (17 tuổi)  |         | Real Madrid     |
| 14 | TĐ | Álex Lombardero  | 1 tháng 3, 1979 (20 tuổi)   |         | Lugo            |
| 15 | TĐ | David Aganzo     | 10 tháng 1, 1981 (18 tuổi)  |         | Real Madrid     |
| 16 | TV | José Barkero     | 27 tháng 4, 1979 (19 tuổi)  |         | Real Sociedad   |
| 17 | TĐ | Rubén Suárez     | 19 tháng 2, 1979 (20 tuổi)  |         | Sporting Gijón  |
| 18 | TV | Álvaro Rubio     | 18 tháng 4, 1979 (19 tuổi)  |         | Real Zaragoza   |

### Zambia
Huấn luyện viên:  Patrick Phiri
| Số | Vt | Cầu thủ         | Ngày sinh (tuổi)            | Số trận | Câu lạc bộ        |
| -- | -- | --------------- | --------------------------- | ------- | ----------------- |
| 1  | TM | Stanley Mumba   | 22 tháng 11, 1979 (19 tuổi) |         | Power Dynamos     |
| 2  | HV | Misheck Lungu   | 2 tháng 6, 1980 (18 tuổi)   |         | City of Lusaka    |
| 3  | HV | Aaron Simutowe  | 2 tháng 2, 1980 (19 tuổi)   |         | Zamsure           |
| 4  | HV | Kenny Zimba     | 27 tháng 9, 1980 (18 tuổi)  |         | Kalulushi Stars   |
| 5  | TV | Ian Bakala      | 1 tháng 11, 1980 (18 tuổi)  |         | Germinal Ekeren   |
| 6  | TV | Gift Kampamba   | 1 tháng 1, 1979 (20 tuổi)   |         | Nkana Red Devils  |
| 7  | TĐ | Japhet Makayi   | 15 tháng 11, 1979 (19 tuổi) |         | Power Dynamos     |
| 8  | TV | Ronald Mbambara | 12 tháng 3, 1979 (20 tuổi)  |         | Nchanga Rangers   |
| 9  | HV | Francis Kasonde | 28 tháng 12, 1979 (19 tuổi) |         | Konkola Blades FC |
| 10 | TĐ | Chaswe Nsofwa   | 22 tháng 10, 1980 (18 tuổi) |         | Zanaco            |
| 11 | HV | Evans Mwaba     | 10 tháng 10, 1979 (19 tuổi) |         | Nchanga Rangers   |
| 12 | HV | Kampamba Chiwtu | 28 tháng 12, 1980 (18 tuổi) |         | Kabwe Warriors    |
| 13 | HV | Festus Mangamu  | 15 tháng 11, 1981 (17 tuổi) |         | Railway Express   |
| 14 | TV | Perry Mutapa    | 18 tháng 11, 1979 (19 tuổi) |         | Farense           |
| 15 | TV | Emmanuel Zulu   | 3 tháng 1, 1981 (18 tuổi)   |         | Zanaco FC         |
| 16 | TM | Stephen Kabwe   | 22 tháng 2, 1979 (20 tuổi)  |         | Nchanga Rangers   |
| 17 | TV | Andrew Sinkala  | 18 tháng 6, 1979 (19 tuổi)  |         | Nchanga Rangers   |
| 18 | TĐ | Bernard Makufi  | 6 tháng 1, 1979 (20 tuổi)   |         | Nkana Red Devils  |